# René II de Rohan
René II de Rohan, né en 1550 et mort en 1586, seigneur de Blain et de Ploërmel, est un noble huguenot, second époux de Catherine de Parthenay. Il est le frère de la malheureuse Françoise de Rohan. 
Chef des armées de Jeanne d'Albret à 19 ans quand Henri IV est encore mineur. Il est le protecteur de François Viète, qu'il propulse au Parlement de Rennes, puis à la charge de maître des requêtes.

## Biographie

### Enfance
Sa mère est Isabeau d'Albret, tante de Jeanne d'Albret, reine de Navarre, ce qui fait de lui le cousin d'Henri III de Navarre et le premier prince du sang de ce royaume. Son père est René Ier de Rohan (1516-1551), prince de Léon, comte de Porhoët, seigneur de Beauvoir et de la Garnache, chevalier de l'ordre du Roi et capitaine d'une compagnie des ordonnances.
Né en 1550, ce fils est l'avant-dernier du couple ; son frère aîné, Henri Ier de Rohan, (né en 1535) porte donc, avant lui, le titre de vicomte de Rohan (mais ce frère atteint par la goutte et la gravelle, ne peut prendre aucune part militante aux troubles du temps). Avec son autre frère, Jean, et sa sœur Françoise, tous quatre sont élevés dans la nouvelle religion calviniste. Leur château familial est celui de Blain en Bretagne. Son père meurt quand il a deux ans et Henri est nourri par sa mère de façon à devenir, suivant l'expression de Jacques Auguste de Thou, vir probus et candidis moribus. 

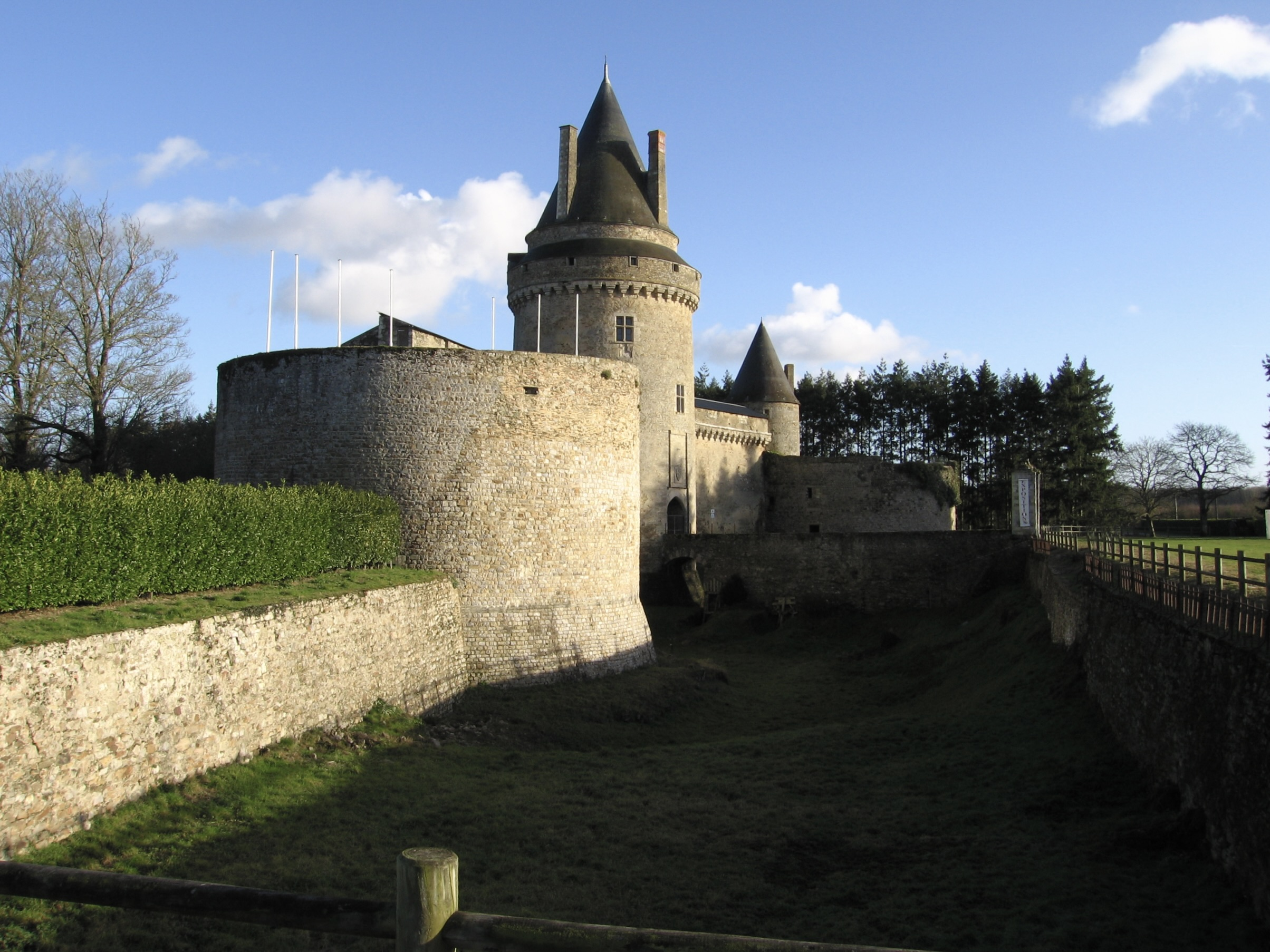
Château des Rohan, à Blain

Le 15 février 1566, son frère aîné, vicomte de Rohan épouse Françoise de Tournemine, fille de René de Tournemine, seigneur de la Hunandaye. Françoise de Tournemine est catholique. Leur mère, Isabelle d'Albret, tente en vain d'empêcher ce mariage, de Pontivy, où elle s'est retirée, elle écrit à son fils Jean, seigneur de Frontenay : 
En attendant moyen de faire telle remontrance à sa majesté, vous prie ne faillir de par moy de vous mectre en ma maison de Bleign en attendant qu'ils sy logent et empescher que les meubles ne soient par autres prins, et plus tost qu'ils tombent en autres mains, veulx qu'en mon nom vous en saisissiez et que vous les restroiez pour en tenir compte au roy quand il lui plaira.
Jean s'empare du château de son frère (il a vingt-cinq ans) et avec vingt hommes d'armes, avant que les nouveaux mariés n'y soient revenus. Il s'empare des pièces de tapisserie, des robes de drap d'or, des meubles, et fait transporter le tout au pays de Saintonge et de Poitou. Henri II de Rohan, fort mécontent de ce coup de main, poursuit en justice son frère.

### Premiers faits d'armes
René de Rohan ne commence à faire parler de lui qu'à la bataille de Moncontour ; il n'a que dix-neuf ans et se nomme d'après sa terre de Pontivy mais parvient
à conserver à sa sœur Françoise son château de Beauvoir-sur-Mer. Après douze jours, il rend le château  aux troupes catholiques, dans les conditions les plus honorables. 
En 1570, Pontivy retiré à La Rochelle, y trouve sa tante, Jeanne d'Albret, les amies de sa sœur, la dame de Soubise, Antoinette d'Aubeterre et sa fille, Catherine de Parthenay ainsi que son époux, le baron Charles de Quellenec qui vient de s'échapper de la déroute de Jarnac. Après avoir chassé les armées catholiques de Marans, Pontivy, est nommé chef de toutes les troupes de l'Angouinois par Jeanne d'Albret (jusqu'à la majorité du futur Henri IV). Après Tonnay-Charente, et tout le littoral de la Saintonge, Saintes se rend à lui (et à Quellenec) ; le 8 août 1570, à Saint-Germain-en-Laye, la paix est signée qui marque la fin de cette seconde guerre civile.
En 1571, la curie romaine statue sur le sort de sa sœur et refuse de reconnaître son mariage 'oral' avec le duc de Nemours. On dispose du jugement rendu à Rome en faveur de Jacques de Savoie, duc de Nemours, contre dame Françoise de Rohan, au sujet de leur mariage, le 5 mars 1571
Peu après, pour pourvoir cette malheureuse sœur, séduite puis abandonné par le plus sémillant des jeunes catholiques de la cour d'Henri II, et de ses successeurs, la famille de Rohan effectue la transaction en fait de partages entre les frères Henry, vicomte de Rohan, René de Rohan, seigneur de Pontivi, Louis, M. de Rohan, fils du prince René de Rohan, et leur sœur Françoise de Rohan, dame de Nemours, du 19 juin 1571

Le Massacre de la Saint-Barthélemy, d'après François Dubois

René hérite de Pontivy et sa sœur, que les protestants persistent à nommer dame de Nemours, de la Garnache et de Beauvoir sur Mer.
Lors du massacre de la Saint-Barthélémy, Jean de Rohan s'échappe par miracle de Paris. La veille, il est sorti dans les faubourgs avec le vidame de Chartres, le comte de Montgommery et plusieurs autres, à l'aube, il ne se présente aux portes que pour s'enfuir, et rallier la Rochelle, poursuivi par les troupes de Guise jusqu'à Montfort. D'après certains témoignages, Henri lui aussi aurait été à Paris ce matin-là ; sauvé par une lettre anonyme venant du Palais…
Jean meurt en 1574, et René porte alors le nom de Frontenay, la seconde terre des Rohan. L'année suivante, il soutient le siège de Lusignan. Le duc de Montpensier, chef des armées catholiques, touché de l'héroïsme des assiégés, leur accorde les articles les plus honorables. Il permet à Frontenay et aux gentilshommes de sortir avec armes et bagages; quant aux soldats, avec leurs arquebuses, les mèches éteintes et les drapeaux pliés dans des coffres. Les ministres et leurs familles pouvant se retirer à La Rochelle.

### Catherine et René
Depuis la mort de Charles de Quellenec, auprès de qui Rohan a combattu, Catherine de Parthenay est revenue à la Rochelle. Catherine, d'abord promise au fils de l'Amiral Coligny a été mariée au baron de Quellenec à 14 ans. Mais son mariage n'a pas été consommé. René la demande en justes noces mais Aubeterre le refuse, car il n'est pas assez titré. Il semble que le mathématicien François Viète, alors secrétaire de Françoise de Rohan, après avoir été le précepteur de Catherine de Parthenay et le secrétaire d'Antoinette d'Aubeterre ait joué un rôle dans le rapprochement des deux maisons.

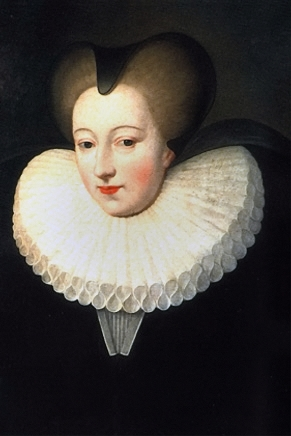
Catherine de Parthenay

Le sort va les favoriser : Henri le goutteux, après avoir signé son testament (enregistré le 25 juin 1575) meurt  le 12 juin 1575, à peine âgé de quarante ans, laissant une fille Judith, qui meurt à son tour 12 jours après son père. René, devient ainsi  vicomte de Rohan, comte de Porhoët, héritier en second du trône de Navarre et plus rien ne s'oppose à ses vœux.
La douairière de Soubise, dit-on, fit grâce d'une de ses terres (la terre de la Ville-Jégu) au serviteur qui lui apprit cette nouvelle  avant même que René la sut.

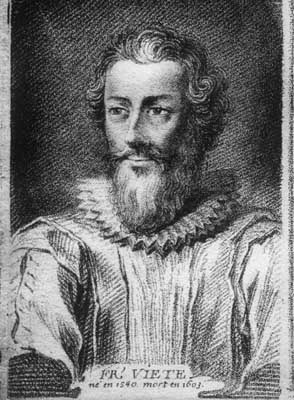
François Viète

Le contrat de mariage entre René vicomte de Rohan et Catherine de Parthenay, est signé le 15 août 1575 et peu après, une transaction entre Françoise de Tournemine, dame douairière de Rohan et René vicomte de Rohan, touchant le douaire de cette dame et la succession de Judith de Rohan sa fille, du 26 août 1575 livre le château de Blain au jeune couple.
Catherine de Parthenay apporte au Vicomte de Rohan : Soubise en Saintonge, le Parc-Mouchamps en Bas-Poitou, Fresnay  en Bretagne, la Garnache, Beauvoir-sur-Mer… Elle a  vingt et un ans, et une éducation supérieure à celle de toutes les femmes de son époque. Elle manie le grec, le latin, et l'hébreu, se passionne pour l'astronomie, sait aussi quelques mathématiques. C'est elle qui en a inspiré la passion à son ancien précepteur. Elle a fait jouer  dans La Rochelle assiégée une tragédie, Holopherne et, calviniste convaincue, elle ne songe qu'à porter la nouvelle doctrine à Blain.
Grâce à l'influence de Rohan sur Charles IX, elle fait nommer son ancien précepteur au Parlement de Rennes, puis maître des requêtes, sous Henri III. Il le leur rendra bien, puisqu'en 1579, pendant la paix de Flers, François Viète obtient l'érection de la terre de Loudun en duché, et don d’icelle à dame Françoise de Rohan, par lettres royaulx du 16 novembre 1579.

### La fin tragique d'un héros
La guerre civile recommence en septembre 1585. Ce sont les débuts des exactions du duc de Mercœur en Bretagne. Les troupes de Condé, prises en tenailles entre Joyeuse, Mayenne et Biron se défont : Condé gagne Saint-Malo et s'embarque pour Guernesey, Rohan trouve un refuge à La Rochelle.
Il y meurt épuisé, au bout d'un an. Il a trente-six ans et laisse dans ses terres de Blain, menacées par les troupes catholiques une veuve et cinq enfants au-dessous de dix ans.  Henriette, née en 1577, Catherine, née en 1578, qui devint duchesse des Deux-Ponts (c'est elle qui aurait eu cette fière réponse à Henri IV, épris de sa beauté « Sire, je suis trop pauvre pour être votre femme, mais de trop bonne lignée pour être votre maîtresse. ») ; Henri, né le 21 août 1579, au château de Blain, et qui devint le premier duc de Rohan; Benjamin, né en 1583, connu, comme son grand-père, Jean V de Parthenay, sous le nom de Soubise; et Anne, née en 1584,  célèbre par ses poésies et versée dans toutes les connaissances de l'époque.
Il était le 20e vicomte de Rohan. De caractère c'était un homme austère et juste, considéré de ses ennemis, aimé des siens, dit-on. 

### Blain après sa mort
Catherine, après la mort de son mari, quitta Blain et vint au lieu de sa naissance. Mercœur, voyant le château abandonné, y mit une petite garnison de 25 hommes. Mais en 1589, un gentilhomme venu des confins de Cordemais et de Malville, nommé Du Goust, s'en empara comme agent du parti royal. Un matin il s'était embusqué à l'entrée du château avec 7 hommes. Il voit le pont s'abaisser pour laisser passer quelques charretées de paille. Vite il se cache derrière, pénètre dans l'enceinte et désarme la garnison. Aussitôt il racole 45 hommes pris dans les environs. Avec eux il tient tête à 600 hommes de pied et à 2 compagnies de cavaliers qui se présentent le soir même, et le lendemain à une forte troupe commandée par François Le Felle de Guébriant. De Guébriant s'impatiente ; la force ne lui réussissant, il emploie la ruse. Il fait pénétrer une jeune fille dans la garnison sous prétexte d'aller voir son frère, mais en réalité pour suspendre une corde, pendant la nuit, au moyen de laquelle ses hommes pourraient arriver au haut des murailles. De Goust évente le piège ; il ordonne à la jeune fille de jeter la corde aux soldats et il en cueille ainsi 67… Le siège dure des semaines, des mois, jusqu'au jour où Mercœur se présente avec son armée et plusieurs milliers d'Espagnols, mois d'octobre 1591. De Goust est obligé de capituler.
Lorsque Catherine de Rohan retourna à son château, en 1598, elle le trouva pillé, incendié en partie. Elle fit faire les réparations les plus nécessaires, et y demeura quelques années avec ses enfants. Mais elle ne pouvait rester inactive. Elle quitta Blain pour sa demeure du Bas-Poitou, où elle se trouvait plus proche du centre de la Réforme, La Rochelle. Ce fut elle qui en 1627 fut l'âme de la révolte de cette ville. Vaincue, prisonnière en château de Niort, elle supporta avec dignité les conséquences de sa révolte. Après sa mort (1631), son corps, selon sa volonté, fut transporté à Blain pour y être déposé près de celui de son époux René.

## Descendance
René II et son épouse Catherine de Parthenay ont eu plusieurs enfants dont:
- Henriette de Rohan (1577-1629), non mariée;
- Catherine de Rohan (1578-1607), mariée en 1604 à Jean II de Palatinat-Deux-Ponts (1584-1635), dont postérité;
- Henri II de Rohan (1579-1638), marié en 1605 à Marguerite de Béthune (1595-1660), dont postérité;
- Benjamin de Rohan (1583-1642), non marié;
- Anne de Rohan (1584-1646), non mariée.

## Armoiries
| Blason | Blasonnement : De gueules à neuf macles d'or, posées 3, 3, 3. |